# تپه ترکمان
تپهٔ تُرکَمان، روستایی از توابع بخش مرکزی شهرستان ارومیه و در شهرستان ارومیه استان آذربایجان غربی ایران است.

## جمعیت
این روستا در دهستان ترکمان قرار داشته و بر اساس سرشماری سال ۱۳۸۹ ه‍.ش جمعیت آن ۶۸۱ نفر (۱۴۰ خانوار) بوده‌است.